# Albert IV. Habsburški
Albert IV. (o. 1188. – Aškelon, 13. prosinca 1239.), njemački velikaš i habsburški grof, praotac dinastije Habsburg. Bio je sin grofa Rudolfa II. Starog († 1232.) i Agneze Štaufen. Poslije očeve smrti, Albert i njegov brat Rudolf III. podijelili su očevinu na način da je Kaštel Habsburg pripao Albertu.
Naslijedio ga je sin grof Rudolf IV. († 1291.), budući rimsko-njemački kralj koji je uzdigao obitelj Habsburg na razinu kraljevske moći, zbog čega je s pravom ponio nadimak Utemeljitelj.